# Eric Hirdes
Eric Hirdes (Voorburg, 2 april 1956) is een Nederlandse kunstenaar.

## Biografie
Hirdes werd geboren op 2 april 1956 te Voorburg. Na zijn opleiding aan de Koninklijke Academie van Beeldende Kunsten in Den Haag kreeg hij een beurs van CRM voor een jaar studie aan het Nationaal Hoger Instituut in Antwerpen. Na Antwerpen is hij teruggegaan naar Den Haag waar hij momenteel zijn atelier heeft in de Herderstraat.

## Tentoonstellingen
Sinds 1980 exposeert Hirdes in binnen- en buitenland. Hij nam deel aan de volgende manifestaties:
- Koninklijke Subsidie, Paleis op de Dam, Amsterdam
- Jonge schilders uit Nederland, Nouvelles Images, Den Haag
- Portes Ouvertes a l'Europe, Le Genie de la Bastille, Parijs
- 100 jonge schilders, Living Art/ Holland Amerika-lijn, Rotterdam
- 100 jonge schilders onder een dak, Park Sonsbeek, Arnhem
- European Air Gallery Project, Sunderland, United Kingdom
- Artline, Borken, Duitsland
- Coast to Coast, Norwich, United Kingdom
- Departement Escorting Luxes, Den Haag